# 補助巡洋艦戦闘章
補助巡洋艦戦闘章(ほじょじゅんようかんせんとうしょう、Kriegsabzeichen für Hilfskreuzer)は、ナチス・ドイツの勲章。

## 概要
エーリヒ・レーダーによって制定された補助巡洋艦戦闘章は、仮装巡洋艦や補給艦の乗組員に贈られた。第二次世界大戦当時、Uボートへの給油等補給活動は短時間で、敵の目に触れる前に行う必要があり、その行為に尽力した軍人を称賛するため設けられた。
1942年には上位の等級であるダイヤモンド付補助巡洋艦戦闘章がレーダーにより制定され、仮装巡洋艦アトランティスの艦長であったベルンハルト・ロッゲに贈られた。

## デザイン
デザインはヴィルヘルム・エルンスト・ピークハウスによる。銀、亜鉛、トムバックで製作された補助巡洋艦戦闘章は、頂点に国家鷲章があり、北半球を超える帆船を金のゲッケイジュが囲んだデザインである。モデルとなった帆船はロングシップ。